# 8-я пехотная дивизия (Польша)
8-я пехотная дивизия (пол. 8 Dywizja Piechoty) — соединение пехоты польских вооружённых сил. Впервые соединение с таким номером создано в 1919 году в составе 13-го, 21, 33 и 36-го пехотных полков. Участвовала в советско-польской войне. В Варшавской битве сражалась на Варшавском направлении. По её окончании полки дивизии были размещены в городах Мазовецкого воеводства, в том числе в Варшаве. В 1921 году в ходе реорганизации польской армии дивизия перешла на трёхполковой состав (13-й, 21-й и 32-й пехотные полки). В 1926 году, в период Майского переворота, ее полки поддержали Маршала. В сентябрьской кампании действовала в составе армии «Модлин». Командование дивизии дислоцировалось в крепости Модлин.
В начале Второй мировой войны дивизия под командованием полковника Теодора Фургальского вошла в состав армии «Модлин», составив её резерв. 2 сентября дивизия получила приказ контратаковать германские войска у Млавы. Однако из-за действия вражеских диверсантов и плохой организации дивизия выполнила приказ лишь частично и в панике отступила. Остатки дивизии в дальнейшем использовались при обороне крепости Модлин, а 21-й пехотный полк — при обороне Варшавы. После капитуляции Модлина и Варшавы дивизия прекратила существование.

## История формирования дивизии
8-я пехотная дивизия (пол. 8 Dywizja Piechoty) начала формироваться 9 мая 1919 года в Модлине, Ломже и Варшаве. В ее состав вошли формируемые уже с 1918 года полки. 13-й пехотный полк формировался в Кракове, 21-й и 36-й пехотные полки в Варшаве, 33-й в Ломже и 8-й в Рембертове около Варшавы.
Уже в октябре 1918 года в Кракове был сформирован пехотный полк. С 8 февраля 1919 года он носил номер 8. 8 февраля 1919 года полк переименован в 13-й.
21-й пехотный полк был сформирован 1 ноября 1918 года как 1-й окружной Варшавский полк. Кадры полка в основном составляли солдаты бывшего 1-го польского корпус.
С 13 ноября 1918 года в Ломже формировался Ломжинский Окружной пехотный полк. В декабре полк переименовали в 33-й пехотный. Его третий батальон был сформирован только в середине мая 1919 года.
Начало 36-му пехотному полку дал сформированный 9 ноября 1918 года Академический Легион. 3 декабря 1918 года Академический Легион переименован в 36-й пехотный полк.
Началом 8-го полевого артиллерийского полка стали артиллерийские батареи, сформированные с ноября 1918 года в Рембертове. Тогда там были сформированы четыре батареи, из которых были сформированы две эскадрильи будущей 8-й армии.
В результате различных взглядов на оптимальную организацию польской пехотной дивизии в составе 8-й пд происходили частые изменения.

## Боевой состав дивизии
В время боев на фронтах в 1919—1920 годы в состав дивизии входили:
- командование 8-й пехотной дивизии
- 15-я пехотная бригада
- 16-я пехотная бригада
- 8-я пехотная бригада

## Боевой путь дивизии

### Бои дивизии за рубежом
Наступательные бои
Отличительной чертой действий войск 8-й пехотной дивизии к лету 1919 года было их участие в наступательных боях. Большинство ее частей было направлено на Галицийский фронт. В декабре 1918 года под Львов была направлена 33 маршевая рота. 4 января за ней двинулся весь 33-й пехотный полк. Его батальоны участвовали в боях под Жолквой, Куликовом и Hamulcem.
Сражавшиеся на фронте два батальона 36-го пехотного полка потеряли солдат тыловых подразделений, из двух был создан один батальон. В марте 1919 года 36-й пехотный полк получил два новых батальона и сражался уже в полном составе. Его второй батальон получил название «Батальон смерти». 9 января 1919 года на помощь защитникам Львова был направлен маршевый батальон из 8 (13) пп. В его состав входили две роты полка и рота из 4-го пехотного полка. В феврале маршевый батальон был переименован в батальон 13-го пехотного полка. Батальон воевал до 28 июля 1919 года под Городком Ягеллонским, Бережанами, Ходачковым великим. 9 января на Галицкий фронт прибыл и 2-й батальон 21-го полка, который вошел в состав группы бригадира Леона Бербецкого. Он бился под Равой Русской, Бельцами, Biesiadami, Dobrocinem, Żółkwią. 3-й батальон этого полка он воевал в составе армии генерала Ивашкевича под Chrośnicą, Siedliskiem, Jaworową, Wiszenką Małą, Magierowem i Sądową Wisznicą. Летом же под Стоходом, Слуцей и Штиром.
В январе-феврале на фронт перебазировались подразделения 8-го полевого артиллерийского полка. 5 января 1919 года первой к боям в районе Львова вышла 5-я батарея. К ней присоединились остальные подразделения. На фронте находились четыре батареи полка, в каждой по четыре пушки. Все они действовали по отдельным направлениям. Они поддерживали пехоту под Жолквией и Gródkiem, Холубами и Ковелем, Лидой и Вильно. Только с 8 мая выступал в полном составе и вошел в состав 8-й артиллерийской бригады полковника Ольгерда Пожерского.
В январе 1919 года 8-й пехотный полк, действуя в составе группы полковника Болеслава Роя, двинулся на помощь полякам, сражавшимся в Цешинской Силезии. В результате трехдневных боев было остановлено чешское наступление, а 30 января было заключено перемирие. 26 февраля польские войска вернулись в Тешин.
Действия в полном составе
Летом 1919 года бои за границей велись в основном на северо-восточных рубежах. Туда же было направлена большая часть войск 8-й пд. Дивизия впервые выступала в полном составе. В августе и сентябре части дивизии прибыли на литовско-белорусский фронт. Первым в состав фронта прибыл 33-й пехотный полк, который уже 6 августа вступил в бой в районе Клецка. В начале сентября на фронт прибыл 13-й пехотный полк и совместно с 33-м полком вошел в состав сформированный 15-й бригады. Бригада укомплектовала 70 километровый участок обороны. В конце сентября-начале октября усиленный 13-й пехотный полк совершил успешную вылазку на Лепель. 14 октября на фронт прибыл 2-й батальон 13-й пп, а через две недели-3-й батальон полка. С 5 ноября полк принимал участие в боевых действиях в полном составе. На период зимы перешел к обороне.
В середине августа 1919 года в Лиду прибыло командование и два пехотных батальона 21-го пехотного полка. Третий батальон вступил в середине октября. 21-й полк вступил в бой в районе Ракова, затем оборонял линию Березина-Аута. После наступления зимы полк укомплектовал 80-ти километровую полосу обороны на левом берегу Двины. Летом 1919 года батальоны 36-й пп были направлены в Варшаву для пополнения. На литовско-белорусский фронт они прибыли 10 сентября, где в район Полоцка и Молодечно произошло соединение всех подразделений полка. Полк был подчинен командиру 16-й бригады. В ее составе участвовал в наступлении в направлении Двины и Березины. Отбросив Красную Армию за реку, 36-й полк перешел к обороне в районе Полоцка. Зима на фронте прошла вообще спокойно. Только в январе 1920 года 33-й пехотный полк отразил вылазку двух большевистских батальонов в районе Ромля.
В марте 8-я дивизия была включена в состав 1-ю армию генерала Стефана Маевского. В ее составе участвовала в киевском наступлении, завершившемся 7 мая 1920 года овладением Киевом.

### Майская операция РККА

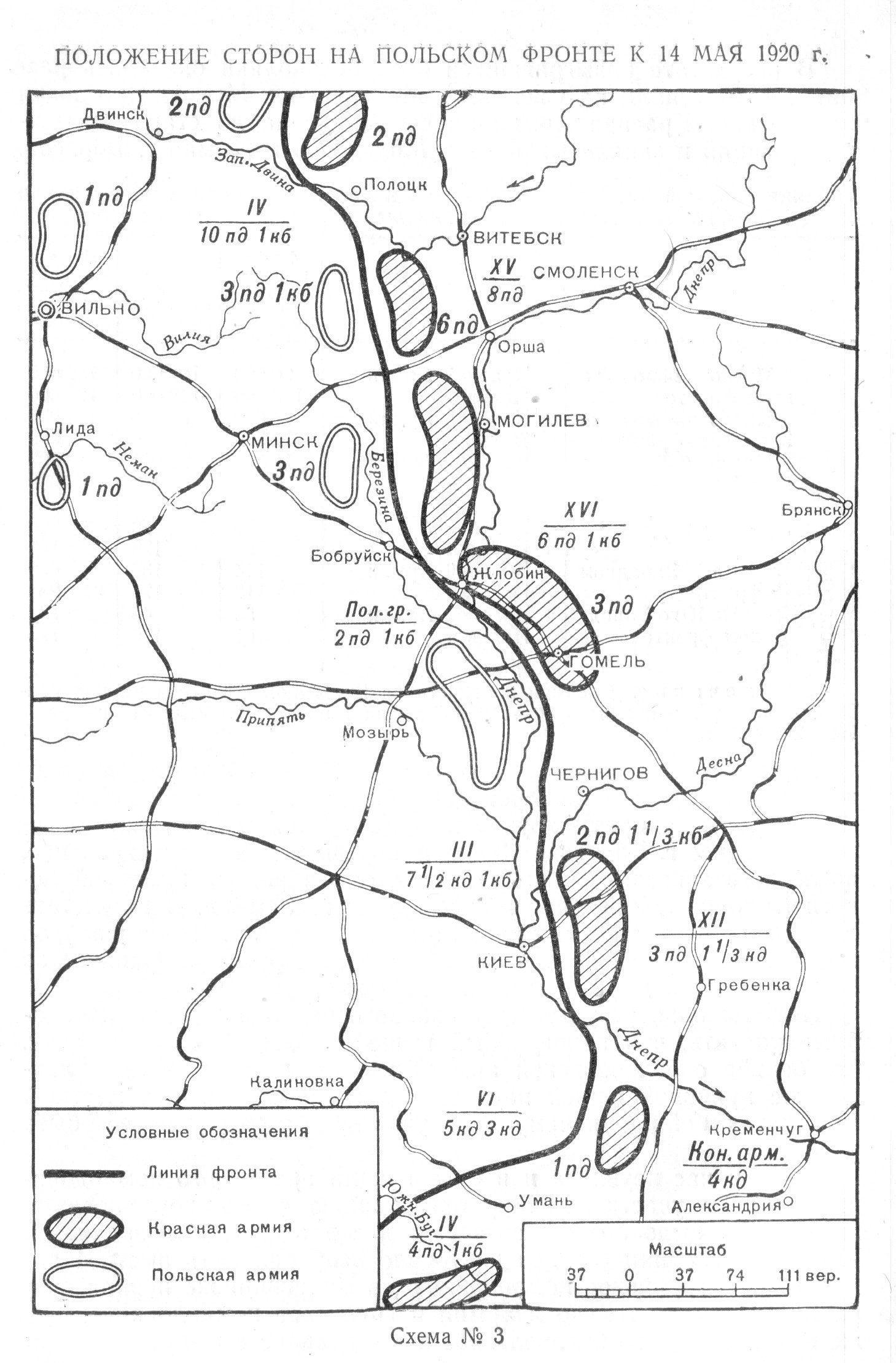
Положение сторон на польском фронте к 14 мая 1920 г.

#### Ход майской операции Красной Армии
14 мая началось большевистское контрнаступление по всей полосе Северного фронта.
14 мая 1920 года 6 дивизий 15-й армии РККА начали наступление, прорвали оборону 1-й и 8-й польских пехотных дивизий и к исходу 16 мая выдвинулись на линию Дисна, Забки, озеро Шо, Манцо.
Войска 8-й польской пехотной дивизии были оттеснены из района Полоцка в юго-западном направлении.
Была сформирована Резервная армия. В ее состав вошла и 8-я польская пехотная дивизия. Находясь в составе резервной армии по состоянию на 1 июня, ее боевой состав состоял из 123 офицеров, 4176 унтер — офицеров и рядовых, 70 пулеметов, 27 полевых орудий, 2 тяжелых орудий{{подст:уточнить источник}}.
Задачей дивизии было нанести удар по крылу противника и вытеснить его за Березину. Бои продолжались до середины июня 1920 года.

### Июльская операция Красной Армии

#### Планы сторон

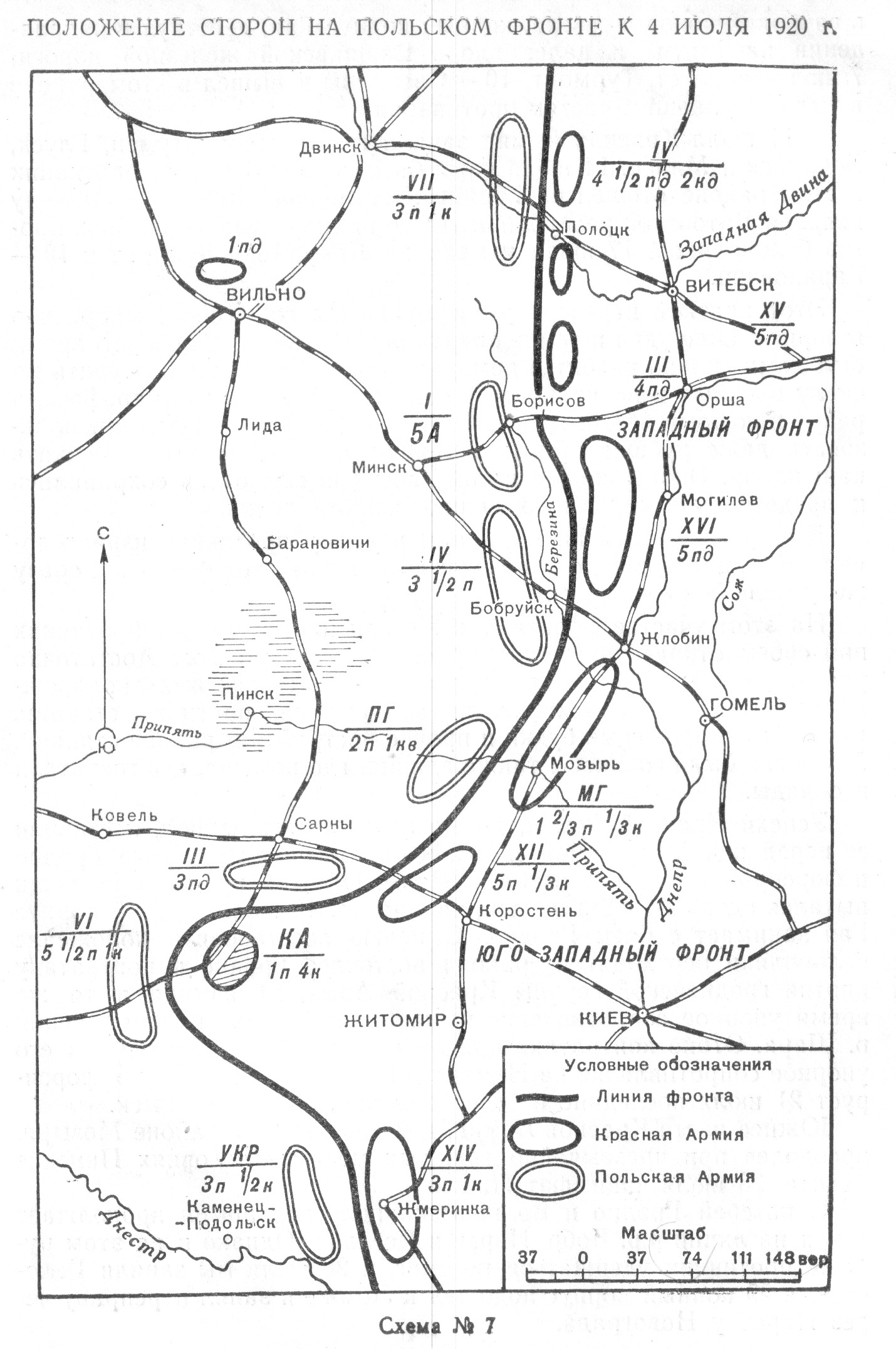
Положение сторон на польском фронте к 4 июля 1920 г.

25 июня 1920 года Михаил Тухачевский отдал приказ о подготовке к наступлению войск Западного фронта. В это время 8-я пд действовала в составе группы генерала Желиговского.

#### Ход Июльской операции Красной Армии
На рассвете 4 июля 1920 года ударная группировка Западного фронта Красной Армии перешла в успешное наступление недалеко от латвийской границы у города Дисна.
4-я армия (18-я, 12-я, 53-я стрелковые дивизии, 164-я стрелковая бригада) прорвала линию укреплений поляков, введенный в прорыв 3-й кавалерийский корпус Гая (10-я и 15-я кавалерийские дивизии) начал продвижение, охватывая левый фланг 1-й польской армии. 4 июля 4-я армия РККА нанесла удар по группе Желиговского в районе Погоста (Pohostu). Группа понесла тяжелые потери. Бои носили исключительно кровопролитный и ожесточенный характер. Два батальона 33-го пехотного полка за первые 16 часов боев совершили 17 контратак. От Воропаева дивизия отступала в виде четырехугольника боковые стороны которого составляла пехота 10-й и 8-й пехотных дивизий, а в центре маршировала артиллерия и обозы. Отступление обеих дивизий прикрывал 21-й пехотный полк. 9 июля дивизия встала в Кобыльнике. С 9 по 19 июля 8-я дивизия отступила в район Гродно. Атакуя город, 21-й полк понес значительные потери. Две его роты попали в плен. Был разбит весь обоз. 33-й полк отступал в несколько колонн. Объединение полка было сделано только под Белостоком. В тыловой охране дивизии обычно сражался 3-й дивизион 1-го конного стрелкового полка. В трудном положении около Гродно командир 8-го пп подполковник Стшеминский, окруженный казаками, покончил жизнь самоубийством.
22 июля войска Красной Армии достигли линии Пинск-Слоним-Гродно-Сувалки, а в конце июля Ковель, Брест, Тыкоцин, Ломжа, Новогруд.
В конце июля 8-я дивизия вела оборонительные бои на направлении Гродно, Белосток. Особенно тяжелые потери понес 21-й пехотный полк. В районе Белостока он потерял около 500 военнослужащих. Прикрывавший отступление полка 2-й батальон попал в плен. 28 июля под волком 145 солдат 2-го батальона 36-го пехотного полка не вышли из окружения. Через день 36-й полк вел тяжелые бои у Свирида. В начале августа дивизия воевала на Буге в районе Нура. Переправу дивизии прикрывал 13-й пехотный полк. 4 августа он силой прокладывал себе путь к переправе. После пересечения Буга 13-й ПП собрался в Малкине. В Малкиня-Гурна прибыл и 21-й полк, получивший здесь подкрепление в виде двух пулеметных рот, сформированных в Модлине. Пригород Малкиня-Каньково оборонял 33-й полк. Оборона в этом районе продолжалась 3 дня. 4 августа 36-й пехотный полк отражал наступление около Косово.

## Дивизия в кампании 1939 года
Приказ Главного штаба от 25 августа о сосредоточении предусматривал, что 8 — я пехотная дивизия, являющаяся дивизией армия «Модлин», сосредоточится без 13-го пехотного полка в районе Модлин-Зегже. В то время она пользовалась кодовым названием «Stefan». Она должна была вступить в бой на случай прорыва немцами польской обороны.

## Солдаты дивизии
Командиры дивизии:

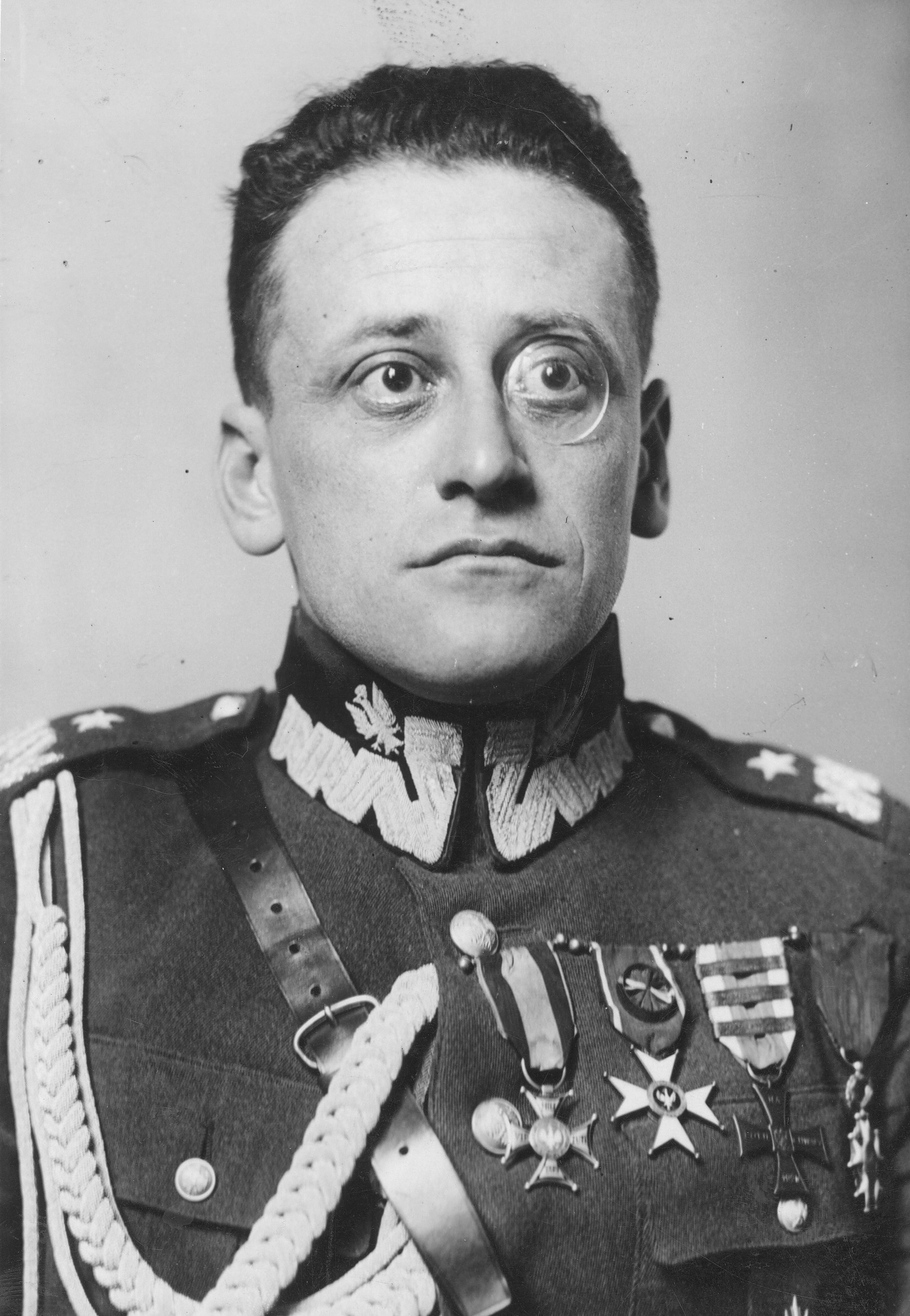
gen. bryg. Stanisław Burhardt-Bukacki

- генерал-лейтенант Станислав Сурин (с 15 мая 1919 года[3])

## В дальнейшем в польской армии существовали
- 8-я пехотная дивизия в составе армии генерала Андерса, организованная в 1942 г. в СССР. Не закончив формирования, была выведена в Иран и там расформирована.
- 8-я пехотная дивизия имени Ромуальда Траугутта в составе Варшавского корпуса Армии крайовой. Она была организована в 1944 г. во время Варшавского восстания. Прекратила существование после его поражения.
- 8-я Дрезденская пехотная дивизия имени Бартоша Гловацкого в составе 2-й армии Войска Польского. Принимала участие в Берлинской операции и операции «Висла».
- 8-я Дрезденская моторизованная дивизия в составе армии Польской Народной Республики.
- 8-я механизированная дивизия в составе армии современной Польской республики.